# Симон Айвазіан
Симон Айвазіан (*Սիմոն Հարությունի Այվազյան, нар. 1944) — іранський художник, фотограф, музика вірменського походження.

## Життєпис
Народився у прикаспійському місті Бандар-Анзалі (остан Гілян, Іран). Замолоду виявив хист до музики та фотографії. У 12 років навчився грати на мандоліні. Протягом 1958—1965 років вчився грати на класичній гітарі. Закінчив середню школу у Тегерані. У 1963 році захопився фотографією. У 1965 році став вчитися у професора Хуана Альби гри фламенко на гітарі. Слідом за цим брав участь у гітарних конкурсах, вигравши 4 золоті медалі. 1966 році став професійно займатися фотографією як мистецтвом.
У 1970 році закінчив Тегеранський університет. Слідом за цим до 1972 року викладав в цьому університеті. 1990 року навчався в університеті Сорбонна (Франція) на факультеті архітектури та археології. Отримав докторський ступінь з архітектури. Після повернення став викладати гітару та фотографію в Тегеранському університеті до 1994 року.
З 1995 року викладав в Ісламському університеті Азад в Казвіні. У 1998 році відбулася перша персональна виставка картин та фотографії — в Тегерані.
Живе й працює в Тегерані.

## Творчість
Роботи Симон Айвазіана (картини, написані аквареллю, та фотографії) виставлялися в багатьох музеях і галереях, зокрема в музеї Рези Аббасі в Тегерані, в культурному центрі Середнього Сходу в Парижі. Найбільше уславився фотографіями.
Водночас є організатором та учасником численних фестивалів з гри на гітарі. Також х ініціативи Айвазіана проводилися конференції, конкурси, де він виступав з лекціям щодо гри на класичній гітарі. Завдяки цьому гітара здобула популярність в Ірані.